# Spirála

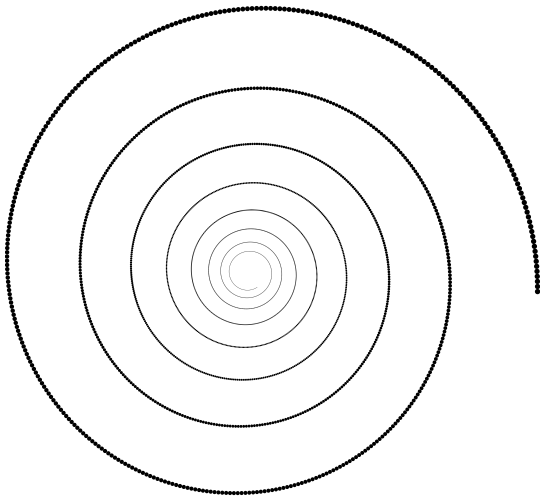
Příklad spirály

Spirála je křivka, která obíhá pevně daný ústřední bod (pól spirály) a přitom se od tohoto bodu soustavně vzdaluje. Formální matematická definice, která by zahrnovala všechny spirály, neexistuje (na rozdíl např. od kuželoseček).
Mezi důležité spirály patří:
- Archimédova spirála
- Fermatova spirála
- hyperbolická spirála
- hyperbolická platformická spirála
- klotoida (též Eulerova nebo Cornuova spirála)
- lituus
- logaritmická spirála